# Curtis LeMay
Curtis Emerson LeMay (Columbus, Ohio, 15 de noviembre de 1906 - Riverside, California, 1 de octubre de 1990) fue un general de las Fuerzas Aéreas de los Estados Unidos (USAF). Llamado como Curtis "Bombs away" LeMay por su facilidad en que ordenaba bombardeos masivos.

## Biografía

### Campañas del Pacífico
Dirigió la campaña de bombardeos estratégicos durante la campaña del Pacífico de la Segunda Guerra Mundial, que concluyó con el bombardeo nuclear de las ciudades de Hiroshima y Nagasaki. 
Durante la guerra, LeMay mostró su verdadera naturaleza como una figura militar estricta, calculadora, pragmática y agresiva que aborrecía la cobardía en el campo de batalla. Su participación en la   planificación estratégica de los ataques realizados por los bombarderos Boeing B-29 con base en las Marianas fue crucial para disminuir la capacidad industrial que permitía a  Japón reponer sus arsenales. Para paliar el efecto conocido como "Jet stream" (corriente jet en la troposfera) que sufrían los aviones a gran altura y que hacía que las bombas lanzadas fallaran su objetivo, Curtis LeMay compensó tácticamente este problema técnico no previsto por los diseñadores del avión al recomendar a los pilotos, con gran sorpresa por su parte, volar por la noche a baja altura sobre las ciudades japonesas, para lanzar sus bombas incendiarias. Este modo de operar ya había sido llevado a cabo por la RAF en Europa. El Bombardeo de Tokio de la noche del 9 al 10 de marzo de 1945, desarrollado por 334 bombarderos B-29 actuando por oleadas, fue de una crueldad innecesaria sin precedentes. Las bombas de napalm ocasionaron un incendio que asoló un tercio de la ciudad, ya que las fábricas de armamento se encontraban en medio de zonas residenciales construidas con madera. Solo algunos barrios y el palacio imperial se libraron de este gran bombardeo, que causó 100.000 muertos, más víctimas civiles que los futuros bombardeos atómicos[cita requerida].
Al superar el número de bajas previstas, este bombardeo abrió la posibilidad de utilizar la bomba atómica sobre algunas ciudades menos pobladas. Preguntado después de la Guerra sobre los aspectos morales unidos a la planificación del bombardeo estratégico que había organizado, el general LeMay respondió lacónico alegando la necesidad de unir los objetivos a las operaciones en el desarrollo de un conflicto de tal magnitud.

### Posguerra
Después de la guerra fue honrado como un héroe nacional. Recibió Doctorados honoris causa en Leyes en las universidades John Carroll, Kenyon College, la Universidad del Sur de California, Universidad Creighton y la Universidad de Akron.
También fue honrado con doctorados en ciencias en la Universidad Estatal de Ohio, la Universidad de Virginia, y un doctorado en Ingeniería en Case Institute of Technology. Perteneció a las organizaciones estudiantiles Sigma Tau, Tau Beta Pi y Theta Tau.

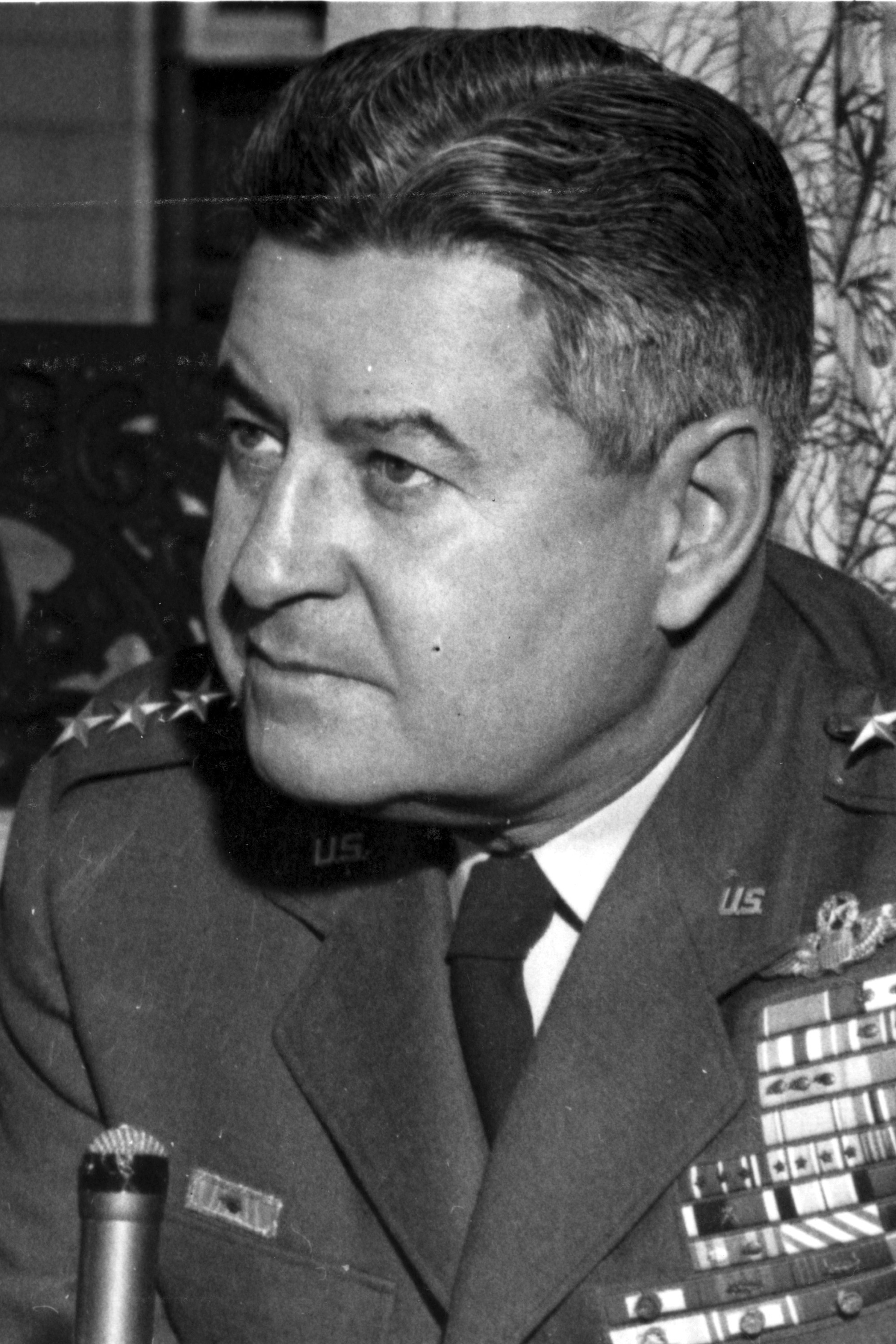
Curtis E. LeMay durante la Guerra Fría como Jefe del SAC (Strategic Air Command, Mando Aéreo Estratégico) de la Fuerza Aérea de los Estados Unidos.

Luego organizó el Mando Aéreo Estratégico (SAC Strategic Air Command, instancia suprema de mando de las fuerzas aéreas estratégicas de Estados Unidos) ante una posible guerra nuclear durante la guerra fría.
Pero antes de lograr el 100% de eficiencia, en 1949 ya en plena Guerra Fría, como parte de sus primeros planes de guerra contra la Unión Soviética, propuso lanzar el inventario completo de 133 bombas atómicas contra 70 ciudades soviéticas y capitales de Europa del Este en un período de 30 días. Basaba su estrategia en que los soviéticos no tenían una fuerza capaz de equiparar al SAC en esos momentos y el tiempo jugaba en favor de los rusos. 
Entre julio y noviembre de 1944, 4 aviones B-29, tres de ellos en perfecto estado fueron confiscados por los rusos después de aterrizajes de emergencia. Esos aviones fueron el modelo copiado, tornillo por tornillo, para la construcción del bombardero Túpolev Tu-4 y el transporte TU-70, ambos exhibidos en Moscú en 1947. Desde el punto de vista militar, LeMay tenía razón, pero Estados Unidos no estaba dispuesto a verse arrastrado en una nueva guerra sin agotar los métodos disuasivos y la diplomacia.
Aunque el plan atómico de LeMay no se llevó a cabo, mantuvo al SAC en estado de permanente alerta hasta que dejó el Mando en 1957, cuando fue designado Segundo Comandante de la Fuerza Aérea de Estados Unidos en el Pentágono. Al terminar la guerra mundial fue cancelada la fabricación de 5.092 aviones B-29C y el último pedido de 200 aviones B-29D fue recortado a 60. Para empezar, el SAC solo contaba con los aviones B-29 y, por ello, LeMay ordenó el nuevo B-50 de los cuales se construyeron 371 unidades. Copiando los planos alemanes de las alas delta el SAC ordenó el nuevo bombardero Jet B-47 que entró en servicio en Corea. Luego el bombardero más grande del mundo el Convair B-36 con 6 motores a explosión y 4 turbo jet (avión que fue planificado para continuar la guerra desde Estados Unidos si Alemania hubiera invadido Inglaterra) y el Boeing B-52 Stratofortress.
LeMay creaba conflictos en el Pentágono. Argüía en favor del desarrollo del bombardero B-70 (que fue suspendido por su alto costo en favor de los misiles intercontinentales), del misil nuclear aire-tierra GAM-87 Skybolt (que fue cancelado el día de su primera prueba exitosa) y por otro lado se oponía al desarrollo del modernísimo caza-bombardero de interdicción que después se llamaría Aardvark F-111. En los tres casos fracasó.
Era conocido por su desidia hacía el presidente Kennedy y por sus posiciones belicistas que tendían a agravar las tensiones durante graves crisis internacionales, como el bloqueo de Berlín, en 1948-1949, momento en el que aconsejó el uso de la bomba nuclear contra la URSS; o durante la crisis de los misiles de Cuba, en 1962, en que se mostró partidario de invadir la isla. Según Robert McNamara, LeMay estaba convencido de que se iba a desencadenar en cualquier caso una guerra nuclear, y en esas condiciones había que tratar de que los Estados Unidos golpearan primero.
Se retiró el 1 de febrero de 1965. En 1968 fue candidato a vicepresidente de los Estados Unidos, junto al candidato demócrata disidente y segregacionista George Wallace. Wallace era un abogado que recién graduado se alistó en el Cuerpo Aéreo en 1942 alcanzando el grado de sargento en la 20a Fuerza Aérea al mando de LeMay, cuando bombardeaba Japón. Luego fue gobernador de Alabama y presentó su candidatura presidencial acompañado por LeMay para la Vicepresidencia. Fracasaron en ese intento, tal vez por las violentas declaraciones de LeMay, como cuando dijo que el pueblo de Estados Unidos le temía a una guerra nuclear con la Unión Soviética, pero él no.
Luego de la derrota LeMay se recluyó en su casa, de donde rara vez salía y se dedicó a escribir artículos políticos sobre los radicales y los liberales en la cultura de Estados Unidos.
Falleció de un ataque al corazón el 1 de octubre de 1990 en Riverside, California.

## Condecoraciones
Durante su vida militar, LeMay fue condecorado con la Medalla del Aire con tres Hojas de Roble, por valor en combate; La Cruz de Vuelo Distinguido con dos Hojas de Roble; la Cruz de Servicio Distinguido, La Medalla de Servicio Distinguido; la Estrella de Plata; Medalla del Servicio de Defensa Americana, la Medalla por Acciones Humanitarias y la Medalla del Servicio de Defensa Nacional, entre otras condecoraciones de Estados Unidos. 
En el exterior fue condecorado con La Legión de Honor Francesa, además condecoraciones británicas, rusas, belgas, chilenas, brasileras, argentinas, ecuatorianas y marroquíes. Fue también piloto comandante calificado de jets, observador aéreo, observador de combate y observador técnico. Escribió el libro "Mission With LeMay: My Story".

## Otros
Stanley Kubrick utilizó al general LeMay como modelo para crear al personaje del General Jack D. Ripper en Dr. Strangelove. Responsable del despliegue de las fuerzas de choque de la USAF, LeMay organizó y desarrolló sin autorización del Presidente incursiones en el espacio aéreo soviético para tratar de demostrar sus teorías y convencer, por medio de los hechos consumados, a los dirigentes políticos.